# حمیرا ریگی
حمیرا ریگی (زادهٔ ۱۳۵۴ چابهار) سیاستمدار، مدیر اجرایی و دیپلمات اهل ایران است. وی از اسفند ۱۴۰۲ تا بهمن ۱۴۰۳ رئیس هیئت مدیره و مدیرعامل سازمان منطقه آزاد تجاری صنعتی چابهار بود. وی همچنین پیش‌تر سفیر جمهوری اسلامی ایران در کشور برونئی بوده‌است.
ریگی نخستین زن اهل سنت است که به مقام‌های عالی‌رتبه دولتی و دیپلماتیک پس از انقلاب ایران دست یافته است.

## پیشینه کاری
حمیرا ریگی از سال ۱۳۷۳ فعالیت خود را آغاز نموده است و از زنان بلوچ و اهل سنت استان سیستان و بلوچستان است. او فیزیوتراپیست است و تجربه مدیریتی در سازمان بهزیستی را دارد. ریگی اولین بخشدار زن استان سیستان و بلوچستان در شهر بندری چابهار از سال ۱۳۸۰ تا ۱۳۸۵ بود. ریگی همچنین اولین زن سنی مذهب بلوچ است که از سال ۱۳۹۳ تا ۱۳۹۷ به‌عنوان فرماندار شهر قصرقند در جنوب استان سیستان و بلوچستان فعالیت می‌کرد. در شهریور ۱۳۹۷ خبرگزاری‌ها اعلام کردند حمیرا ریگی سومین سفیر زن ایران به زودی کار خود را در سفارت ایران در برونئی آغاز می‌کند که با انتخاب او به‌عنوان سفیر؛ وی اولین زن سنی مذهب لقب گرفت که سفیر شده‌است. وی همچنین اولین زن سنی مذهب بلوچ است که رئیس هئیت مدیره و مدیرعامل سازمان منطقه آزاد تجاری صنعتی چابهار شد. ریگی همچنین مشاور مدیر کل بهزیستی سیستان و بلوچستان، دبیر کمیسیون امور بانوان فرمانداری چابهار و دبیر کمیسیون شورای شهر چابهار بوده‌است.
وی یکی از افراد فعال در ایجاد صلح و سازش میان دو طایفه ریگی و شهرکی در این منطقه بود؛ این دو طایفه در جنوب سیستان و بلوچستان از ۱۳ سال پیش به سبب یک فقره قتل دچار اختلاف شده بودند که با بخشش قاتل صلح و سازش میان آنها برقرار شد.